# Kerk van Noordhorn
De kerk van Noordhorn is een middeleeuwse zaalkerk, die staat aan het Torenpad in het midden van het dorp Noordhorn in de gemeente Westerkwartier.
Na de Reductie van Groningen werd de kerk protestants. De lijst van eigen predikanten start in 1610. 

## Beschrijving

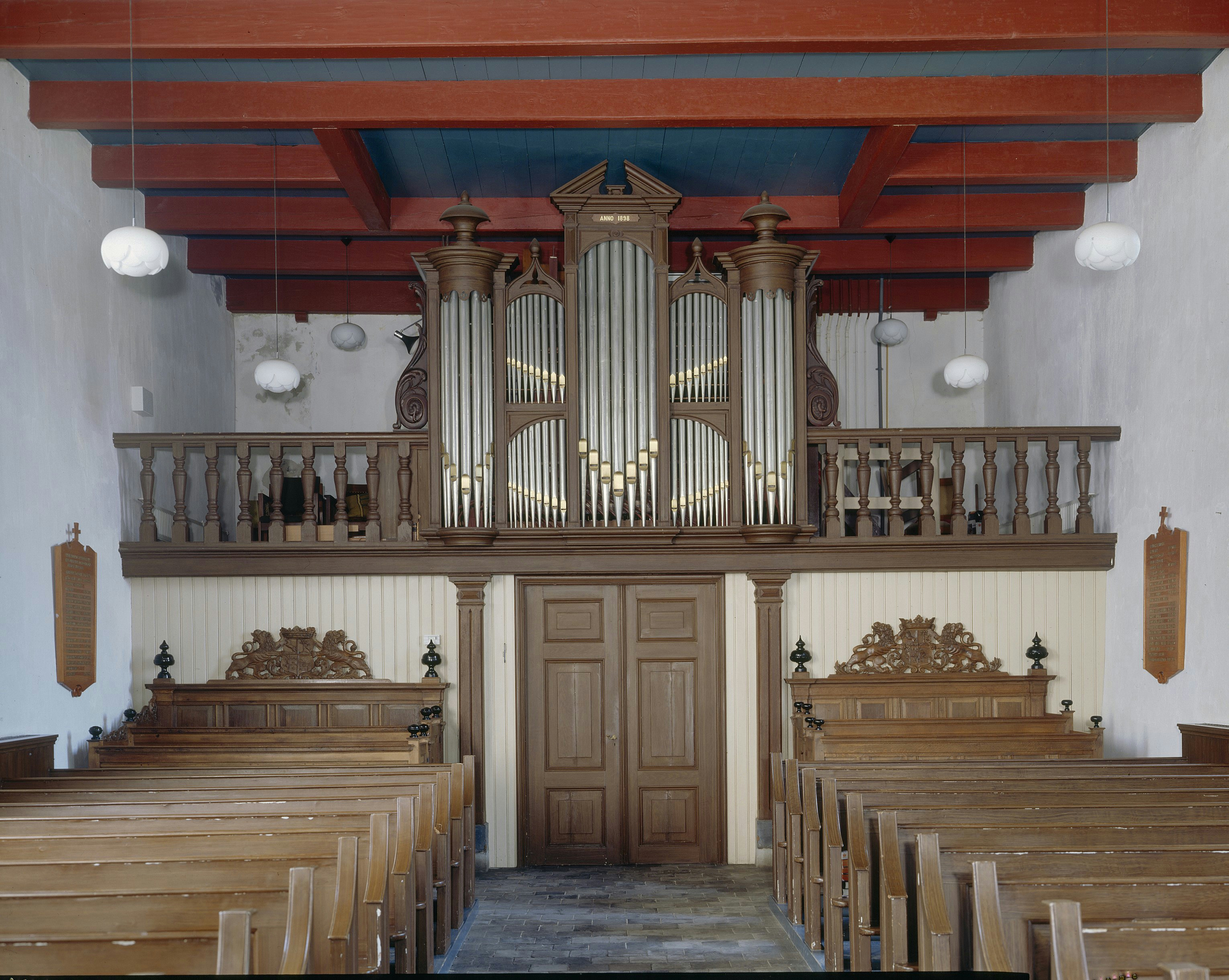
Kerkbanken uit 1920 en kerkorgel uit 1898

Het schip is gebouwd rond 1280 en de toren stamt uit 1765. In de loop der tijd is het nodige veranderd in de kerk. Zo is deze breder en hoger gemaakt. 
De kerk en toren met hoge naaldspits hebben de status van rijksmonument. In de kerk bevindt zich een rijkelijk versierde houten preekstoel uit 1718 (met houtsnijwerk van Jan de Rijk), een avondmaalstafel uit omstreeks 1667 en een vijftal herenbanken (waaronder twee uit de 17e eeuw met de wapens van Clant en Bennema, twee uit de 18e eeuw van de familie Geertsema en een uit rond 1800). De oudste luidklok in de toren stamt uit 1549. In 1774 werd een nieuwe gemaakt, maar deze is door de Duitse bezetters gevorderd en omgesmolten tot legermateriaal. In de oostmuur bevindt zich nog een piscina. Ook ligt er een grafzerk uit 1571. Het orgel van de orgelbouwer Jan Doornbos werd geplaatst in 1898 en tussen 1976 en 1978 uitgebreid tot een tweeklaviersorgel, met gebruikmaking van veel materiaal van het orgel van de kerk van Obergum uit 1905. 
Bij een restauratie in 1978 werden de kerkbanken uit ongeveer 1920 naar achteren geplaatst. Vroeger zaten mannen en vrouwen gescheiden. In 2002 werd de kerk gerestaureerd. Iedere zondag zijn er nog kerkdiensten en ook wordt het kerkgebouw gebruikt voor rouw- en trouwdiensten. 
Er is een stichting opgericht die zich inzet voor het behoud van de kerk. Zij ziet erop toe dat de dorpskerk goed wordt onderhouden en probeert hiervoor geld in te zamelen.

## Gemeente
De gemeente rekent zich tot de Gereformeerde Bond, een bevindelijk tot orthodoxe modaliteit binnen de Protestantse Kerk in Nederland.